# Pamperi
Pamperi har sin oprindelse fra svensk, hvor pamp betyder en tyksak eller en stor karl.
I Danmark bruges ordet pamperi og pamper traditionelt om ledere i fagbevægelsen, som udnytter deres stilling til at få ekstra høje lønninger og aflønnede bijob. De bliver pampere når de i kraft mulighederne for høj løn og bijob glemmer hvorfor de er valgt ind i fagforeningen, nemlig at varetage medlemmers tarv. 
Ordet bruges også ofte om politikere, der bruger offentlige midler til privatforbrug, og på den måde bruger deres mandat til at skaffe sig selv private goder.